# Lully (Frankrijk)
Lully is een gemeente in het Franse departement Haute-Savoie (regio Auvergne-Rhône-Alpes) en telt 508 inwoners (1999). De plaats maakt deel uit van het arrondissement Thonon-les-Bains.

## Geografie
De oppervlakte van Lully bedraagt 4,8 km², de bevolkingsdichtheid is 105,8 inwoners per km².
De onderstaande kaart toont de ligging van Lully (Frankrijk) met de belangrijkste infrastructuur en aangrenzende gemeenten.

## Demografie
Onderstaande figuur toont het verloop van het inwonertal (bron: INSEE-tellingen).